# Novo Machado
Novo Machado is een gemeente in de Braziliaanse deelstaat Rio Grande do Sul. De gemeente telt 4.246 inwoners (schatting 2009).

## Aangrenzende gemeenten
De gemeente grenst aan Doutor Maurício Cardoso, Porto Mauá, Tucunduva, en Tuparendi.

### Landsgrens
En met als landsgrens aan de gemeente Colonia Aurora en Veinticinco de Mayo in het departement Veinticinco de Mayo in de provincie Misiones met het buurland Argentinië.